# Happiness (альбом Hurts)
Happiness — дебютний альбом британського сінті-поп дуету Hurts, що вийшов 27 серпня 2010 року у Великій Британії. З альбому вийшли сингли: «Better Than Love» (23 травня 2010 року) і «Wonderful Life» (22 серпня 2010 року). Пісня «Devotion» була записана в дуеті з австралійською співачкою Кайлі Міноуг. Задля реклами альбому група випустила пісню «Happiness», яка була доступна для вільного завантаження на Amazon.co.uk 1 серпня 2010.
Альбом отримав неоднозначні відгуки музичних критиків. Але, при тому дебютував на четвертому місці в UK Albums Chart, продавши 25 493 копії за перший тиждень — дебютний альбом гурту з найшвидшим продажем у 2010 році у Великій Британії. Він досяг першого місця в грецькому міжнародному чарті альбомів, другого місця в Австрії, Німеччині, Польщі та Швейцарії та першої десятки в Данії, Фінляндії, Ірландії та Швеції. У Великій Британії «Happiness» було продано 180 218 примірників і понад два мільйони копій в усьому світі.

## Сингли
«Better Than Love» вийшов як головний сингл 23 травня 2010 року у Великій Британії. Він провів один тиждень під номером 50 у UK Singles Chart і потрапив у чарти Бельгії, Чехії та Нідерландів.
Другий сингл «Wonderful Life» вийшов 22 серпня 2010 року у Великій Британії. За словами соліста Тео Хатчкрафта, пісня розповідає про дві крайності, "першою є людина, яка хоче вбити себе, а друга – є коханням з першого погляду". Пісня дебютувала 21 номером у Великій Британії та досягла другого місця в Німеччині. Увійшла до топ-10 в Австрії, Данії та Швейцарії.
Пісня «Stay» вийшла як третій сингл 15 листопада 2010, і зайняла п'ятдесяте місце на UK Singles Chart 21 листопада 2010.
Четвертий сингл «All I Want for Christmas Is New Year's Day» вийшов 13 грудня 2010 року з бонус-треків Deluxe Edition у Happiness.
«Sunday» вийшов як п'ятий сингл 27 лютого 2011 року.
Шостий сингл «Illuminated», вийшов 1 травня 2011 року як інший варіант з перевиданням "Better Than Love".
«Blood, Tears & Gold» сьомий і останній сингл альбому вийшов 7 жовтня 2011 року, суто в Німеччині, Австрії та Швейцарії.

## Запис альбому
Для запису альбому Hurts більше ніж на три тижні вирушили в Гетеборг (Швеція) в середині січня 2010 року, на покинуту станцію. Запис «Wonderful Life» зайняла пів дня. У той час як «Stay» розроблялася довго, та була абсолютною протилежністю у цьому плані.

## Назва альбому
Коли Hurts записували альбом, у них не було домовленостей з лейблом, вони перебували на допомозі по безробіттю і це зробило свій вплив. Коли життя досить непросте, дуже складно писати веселі пісні. Так, це темні пісні, але в той же час — вони повні надії. Hurts дуже хотіли бути щасливими, тому альбом отримав назву «Happiness» (Щастя). Він — про пошук щастя.

## Список композицій
| #   | Назва                                                                   | Тривалість |
| --- | ----------------------------------------------------------------------- | ---------- |
| 1.  | «Silver Lining»                                                         | 4:58       |
| 2.  | «Wonderful Life»                                                        | 4:14       |
| 3.  | «Blood, Tears & Gold»                                                   | 4:18       |
| 4.  | «Sunday»                                                                | 3:52       |
| 5.  | «Stay»                                                                  | 3:55       |
| 6.  | «Illuminated»                                                           | 3:18       |
| 7.  | «Evelyn»                                                                | 3:54       |
| 8.  | «Better Than Love»                                                      | 3:33       |
| 9.  | «Devotion» (за участі Кайлі Міноуг)                                     | 4:12       |
| 10. | «Unspoken»                                                              | 4:46       |
| 11. | «The Water» (містить прихований трек "Verona", який починається з 4:45) | 6:58       |

| Бонус треки Nokia Music Store | Бонус треки Nokia Music Store | Бонус треки Nokia Music Store |
| #                             | Назва                         | Тривалість                    |
| ----------------------------- | ----------------------------- | ----------------------------- |
| 11.                           | «The Water»                   | 3:44                          |
| 12.                           | «Happiness»                   | 3:27                          |

## Персонал

### Музиканти
- Hurts – програмування (треки 1–9, 11), інструменти (усі треки);
- Йонас Квант – програмування (треки 1, 3–10), інструменти (треки 1, 3–9), клавішні (трек 10);
- The Nexus – програмування, інструменти (треки 1, 3, 6);
- Стівен Козьменюк – гітара (трек 1), додаткові гітари (трек 4);
- Пауло Мендонса – бек-вокал, хор (трек 1), вступна гітара (трек 10);
- Гіларі Марсден — саксофон, кларнет (трек 2);
- Саломея Кент — скрипка (трек 3);
- Тіна Суннеро – хор (трек 5);
- Дженніфер Гьотвалл — хор (трек 5);
- Каріанна Арвідссон – хор (трек 5);
- Малін Абрахамссон – хор (трек 5);
- Йохан Хоканссон — ударні (треки 7, 10);
- Джозеф Крос – усі інструменти, програмування (трек 8);
- Кайлі Міноуг — додатковий вокал (трек 9);
- Саймон Хейл — струнні аранжування, струнне диригування (треки 10, 11);
- The London Studio Orchestra – струнні (треки 10, 11);
- Перрі Монтегю-Мейсон — керівник оркестру (треки 10, 11).

### Техніки
- Hurts – виробництво;
- Йонас Квант – постановка (треки 1, 3–10), додаткове виробництво (трек 2);
- The Nexus – додаткове виробництво (треки 1, 3, 6);
- Джозеф Крос – постановка (треки 2, 8);
- Стівен Козьменюк – технік (треки 4, 5, 7, 10);
- Найл Акотт — запис на струнах (треки 10, 11).